# Liste d'élections en 1850
Chronologie des élections
- 1846
- 1847
- 1848
- 1849
- 1850
- 1851
- 1852
- 1853
- 1854

Cet article recense les élections organisées durant l'année 1850.

## Élections nationales en 1850
| Date                          | État       | Élection ou référendum                    | Contexte | Résultat |
| ----------------------------- | ---------- | ----------------------------------------- | -------- | --- |
| 26 janvier                    | Salvador   | Présidentielle (en)                       |          | Cette section est vide, insuffisamment détaillée ou incomplète. Votre aide est la bienvenue ! Comment faire ? |
| mai - 21 octobre              | Norvège    | Législatives (en)                         |          | Cette section est vide, insuffisamment détaillée ou incomplète. Votre aide est la bienvenue ! Comment faire ? |
| 11 juin                       | Belgique   | Législatives (nl)                         |          | Cette section est vide, insuffisamment détaillée ou incomplète. Votre aide est la bienvenue ! Comment faire ? |
| 11 août - 14 novembre         | Mexique    | Fédérales (es)                            |          | Cette section est vide, insuffisamment détaillée ou incomplète. Votre aide est la bienvenue ! Comment faire ? |
| 27 août                       | Pays-Bas   | Seconde Chambre (nl)                      |          | Cette section est vide, insuffisamment détaillée ou incomplète. Votre aide est la bienvenue ! Comment faire ? |
| 31 août                       | Espagne    | Législatives                              |          | Cette section est vide, insuffisamment détaillée ou incomplète. Votre aide est la bienvenue ! Comment faire ? |
| 27 septembre                  | Pays-Bas   | Première Chambre (nl)                     |          | Cette section est vide, insuffisamment détaillée ou incomplète. Votre aide est la bienvenue ! Comment faire ? |
| octobre                       | Venezuela  | Présidentielles (es)                      |          | Cette section est vide, insuffisamment détaillée ou incomplète. Votre aide est la bienvenue ! Comment faire ? |
| octobre                       | Grèce      | Législatives                              |          | Le parti anglais ou « parti de Kriezis » remporta 100 des 131 sièges à pourvoir                               |
| 5 août 1850 - 4 novembre 1851 | États-Unis | Législatives (chambre (en) et sénat (en)) |          | Voir l'article Liste d'élections en 1851.                                                                     |

## Élections en subdivisions nationales en 1850
Cette section concerne les élections législatives dans un État fédéré, une subdivision territoriale ou une colonie d'un État souverain, ainsi que leurs principaux référendums.
| Date                  | Subdivision    | État                     | Élection ou référendum | Contexte | Résultat |
| --------------------- | -------------- | ------------------------ | ---------------------- | -------- | --- |
| août 1849 - mars 1850 | Union d'Erfurt | Confédération germanique | Législatives (de)      |          | Cette section est vide, insuffisamment détaillée ou incomplète. Votre aide est la bienvenue ! Comment faire ? |